# 陈学诗
陈学诗（1917年—2006年5月1日），男，汉族，江苏无锡人，中国医学心理学家，曾任首都医学院教授。